# マルチストレイン形式
マルチストレイン形式（マルチストレインけいしき。multistrain form、multi-strain form）は、転調に関する楽式のひとつである。
マルチストレイン形式は、後に続くストレイン（複数の場合もある）の調号が、最初のストレインよりもフラット（あるいはシャープ)が 1 つまたはそれ以上多く(少なく)なっている楽式である。行進曲、ラグタイム、ジャズなどの曲について言うことが多い。

## マルチストレイン形式の曲
- ハイ・ソサエティ
- The Memphis Blues
- West End Blues
- Weary Blues
- Maple Leaf Rag

など。